# Йоіла 2:25
Йоіла 2:25 - організація ексґеїв.

## Назва
Вірш 2:25 з біблійної книги пророка Йоіла говорить: «І надолужу Я вам за ті роки, що пожерла була сарана, коник і черва та гусінь, Моє військо велике, що Я посилав проти вас.», - йдеться на сайті організації: 
В Йоіла 2:25 "бункер, руйнівник, великий різець і велике військо" зображують послідовні хвилі лиха за лихом... Для багатьох з нас рани в стосунках і злом, що лежать в основі гомосексуальності, зруйнували багато років і завдали таких ран, які ускладнили одужання і здорове утвердження. Божа обітниця в Йоіла 2:25 передбачає "відплату". Він може дати нам плідні роки як компенсацію за ті, в які сарана з'їла плоди землі. Це означає набагато більше, ніж сексуальна тверезість і стриманість. Це зцілення емоційних ран і розриву стосунків; розвиток справжньої ідентичності як Божих людей, задоволення потреб і багато плідних років місії та мети, які ведуть до Радості".

## Створення та діяльність
Йоіла 2:25 була зареєстрована в штаті Техас 26 листопада 2013 року як неприбуткова організація. Йоіла 2:25 проводить місцеві особисті зустрічі в Далласі, Техас та інших великих містах США; проводить щоденні, щотижневі та щомісячні міжнародні відеоконференції.

## Позиції
Йоіл 2:25 підтримує індивідуальну свободу совісті для всіх, але вважає, що сексуальна чистота є питанням життя і смерті: "Статева святість для християн має таке велике значення, що нерозкаяне сексуально аморальне життя може призвести до того, що навіть християни, які самі себе називають християнами, будуть виключені з Царства Божого" (Матвія 5:5, Іоанна 1:1). (Матвія 5:29-30; Івана 8:11 з 5:14; 1 Солунян 4:3-8; Галатів 5:19-21; 1 Коринтян 5; 6:9-10, 13-20; 2 Коринтян 12:21; Римлян 1:23-32; Колосян 3:5-7; Ефесян 4:19; 5:3-6; 1 Тимофія 1:9-11.)"

## Критика
Йоіла 2:25 привернула до себе підвищену увагу ЗМІ, коли стало відомо, що засновник організації Джеремі Шваб був автором поправки до платформи Республіканської партії Техасу 2014 року щодо захисту права на доступ до репаративної терапії.